# 薏苡黑粉菌
薏苡黑粉菌（学名：Ustilago coicis）是属于黑粉菌目黑粉菌科黑粉菌属的一种真菌，寄生在薏苡上，可引起薏苡黑粉病。该种分布于中国、朝鲜、日本、菲律宾、印度尼西亚、印度、美国等地。